# Jakob Varmeier
Jakob Varmeier (auch Vahrmeyer; * in Osnabrück; † 25. März 1631 in Rostock) war ein deutscher Jurist, Mathematiker und Astronom.

## Leben

### Jugend, Ausbildung und Beruf
Jakob Varmeier war ein Sohn des gleichnamigen Juristen, der als Rat und Gaugraf im Dienst des Osnabrücker Bischofs stand. Bereits als Kind war Jakob Varmeier in seinem Verhalten auffällig geworden, neigte zur Schwermut, war seinen Brüdern sehr unähnlich und vermied alle ausgelassenen kindlichen Spiele. Nach dem Schulbesuch in Osnabrück begann Jakob Varmeier 1612 ein Studium der Rechte, der Mathematik und Astronomie an der Universität Helmstedt, bevor er 1614 an die Universität Rostock wechselte. Hier war er als Privatdozent tätig. 1622 hielt er sich bei seinem Onkel in Lübeck auf, wo man während eines Spaziergangs auf dem Wall befürchtete, er wolle sich etwas antun. Der Onkel reiste daraufhin mit ihm nach Osnabrück, wo er wieder im elterlichen Haus lebte. Die Krankheit machte ihn „verdrossen und oft untüchtig“. Eine im Jahr 1624 angetretene Stelle als Hofmeister bei der Familie von Pogwisch in Neukloster verließ er bereits nach drei Wochen wieder. Wie so oft litt er an Melancholie und Schwermütigkeit und meinte zeitweilig, nicht sprechen oder schreiben zu können.
Im selben Jahr ging Jakob Varmeier nach Rostock und arbeitete als Advokat. Von September 1626 bis 1629 übernahm er eine Stelle als Sekretär am damals in Sternberg befindlichen Hof- und Landgericht. Obwohl man dort mit seiner Arbeit zufrieden war, ging er wieder nach Rostock zurück. In diese Zeit fiel seine Heirat mit Sophie, der Tochter des Mecklenburg-Schweriner Kanzlers Hajo von Nesse. Beide lebten im Haus der Schwiegermutter Anna von Nesse, Neuer Markt 34.
Ein Bruder Jakob Varmeiers, der Jurist Theodor Varmeier, lebte ebenfalls in Rostock.

### Die Tötung Hatzfelds

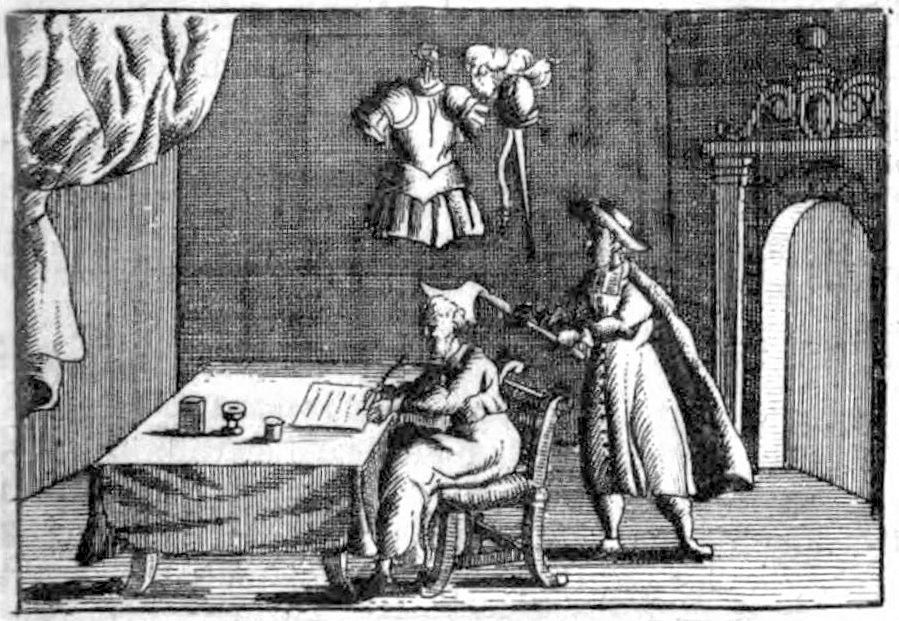
Darstellung der Ermordung von Hatzfelds (1704)

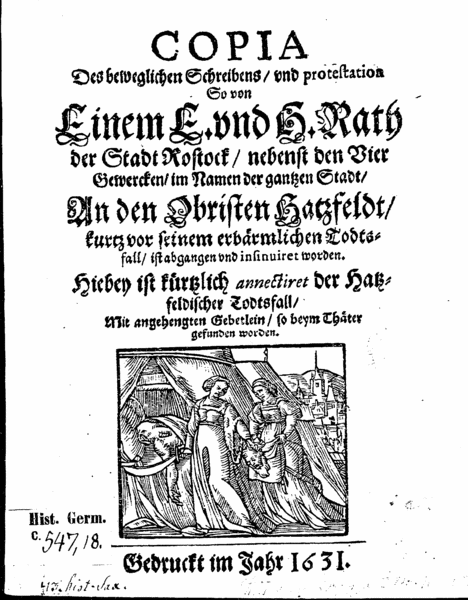
Titelblatt einer zeitgenössischen Schrift zum Hatzfeldischen Todesfall, der Titelholzschnitt zeigt Judit und Holofernes

Während der Besatzung durch die kaiserlichen Truppen im Dreißigjährigen Krieg wurde der Obrist Heinrich Ludwig von Hatzfeld in diesem Haus einquartiert. Varmeier, seine Frau und Schwiegermutter mussten sich eine andere Wohnung suchen. Durch teilweise gleiche wissenschaftliche Interessen gelang es Jakob Varmeier, mit dem Obristen ein vertrauensvolles Verhältnis aufzubauen. Er besaß sogar die Erlaubnis, ihn unangemeldet zu besuchen.
In der Nacht zum 20. Januar 1631 fasste Varmeier, vermutlich durch die Schrecken des Krieges beeindruckt und nach einer „Eingebung“, den Entschluss, als ein „von Gott Auserwählter“ den Obristen umzubringen. Vorbild seiner Wahnvorstellung war dabei die biblische Legende von Judit und Holofernes aus dem Buch Judit. Den Anfangsbuchstaben seines Vornamens Jakob und des Namens Hatzfeld auf Judith und Holofernes deutend, erblickte er darin eine göttliche Weisung, sein Vorhaben auszuführen. Die folgenden Tage verbrachte er mit Beten, Fasten und dem Verfassen einer Rechtfertigungsschrift, die er dem Prediger der Kirche des Heiligen-Geist-Hospitals übergab. Am 22. Januar 1631 begab sich Varmeier in der Frühe zum Haus des Obristen. Er führte ein Beil und eine Gardine mit sich. Später sagte er aus, dass er erwartet habe, wenn sein Vorhaben Gott nicht gefällig sein würde, einen Befehl von diesem zu bekommen. In diesem Fall hätte er die Gegenstände ins Wasser werfen können. Er wurde ohne Anmeldung eingelassen und erbat sich von Hatzfeldt die Unterschrift auf einigen Pässen. Während dieser schrieb, erschlug er ihn, trennte den Kopf ab, wickelte diesen in die mitgebrachte Gardine und verließ unbehelligt das Haus. Er ging in den Keller des Hauses des Senators Röseler am Neuen Markt, versteckte den Kopf Hatzfelds und legte sich im Keller eines Hauses in der nahegelegenen Kistenmacherstraße in ein Bett, betend und in seiner Verwirrung erwartend, dass der Krieg nun ein Ende haben werde.

### Konsequenzen
Die kaiserliche Besatzung war auf das Höchste erregt, die wütenden Soldaten drohten mit einem Massaker. Fünfzig Soldaten drangen in das Haus des Universitätsrektors Johann Quistorp ein und verlangten von ihm, den Schuldigen ohne Prozess unverzüglich auszuliefern. Anderenfalls würden die Häuser aller Universitätsangehörigen geplündert und bei ihm werde begonnen werden. Quistorp gelang es durch seine Diplomatie, die Militärs zu besänftigen. Am 22. Januar wurde der Leichnam Hatzfelds in der Rostocker Marienkirche beigesetzt.
Schnell wurde der Mörder gefunden, unter starker Gegenwehr verhaftet und im Zwinger vor dem Steintor inhaftiert. Da er bereits freimütig gestanden hatte, folgte das erste Verhör erst am Abend des 24. Januar. Hier bekannte er sich noch einmal zur Tat und gab an, dass sie ihm „zwar nicht lieb, aber von Gott befohlen“ sei und er im Gefängnis bereits „Erquickung im Herzen“ empfunden habe. Die Richter zweifelten seine Aussagen an und vermuteten, dass Varmeier nicht allein und aus Hass gehandelt habe. Deshalb wurde er mehrfach schwer gefoltert, blieb aber bei seinen Aussagen. Ein daraufhin geführtes Verhör der Schwiegermutter und der Ehefrau bestätigte seine Aussagen.
Da der Mörder während der Untersuchung immer wieder betonte, auf göttlichen Antrieb hin gehandelt zu haben, forderte der kaiserliche Statthalter am 27. Januar 1631 die theologische Fakultät der Universität und das geistliche Ministerium zu Rostock zu einem Gutachten auf zu der Frage mit welchem Rechte das Verbrechen auf Gottes Geheiß zurückgeführt werden dürfe. Das Gutachten wurde am 31. Januar in gemeinsamer Zusammenkunft beraten und am 3. Februar dem Statthalter zugesandt. Darin verneinten Fakultät und geistliches Ministerium die Anschauung Varmeiers; die Tat sei nicht von Gott, sondern aus bösem Trieb, der sich die Melancholie des Täters zu nutzen gemacht habe, durchgeführt worden.
Jakob Varmeier starb am 25. März 1631 an den Folgen der Folter. Der Tote wurde auf dem Neuen Markt am 28. März 1631 enthauptet, gevierteilt und die Körperteile zur Abschreckung beim Gericht, vor dem Petritor, dem Mühlentor und dem Kröpeliner Tor aufgehängt. Erst mit der Eroberung Rostocks durch die Schweden am 6. Oktober wurden sie entfernt und in der Dorfkirche des Rostocker Stadtgutes Kessin begraben. Hatzfelds Witwe heiratete 1638 Martin Maximilian von der Goltz.